# Burg Burguffeln
Die Burg Burguffeln, früher auch Borckuffeln genannt, ist eine ehemalige Burg und heutiger Standort der St.-Margareta-Kirche im Stadtteil Burguffeln (Bremer Straße – Am Kirchenhof) der Kleinstadt Grebenstein im Landkreis Kassel in Nordhessen.

## Beschreibung
Vermutlich wurde die Burg im 9. Jahrhundert erbaut. Darauf weist eine Urkunde des Klosters Fulda hin, in der der Ort erstmals als „Ufelohun“ erwähnt wird und in einer Urkunde aus dem Jahre 965 „ufloun et altera ufloun“ (Uffeln und das andere Uffeln) gemeint sein könnte. Lange Zeit wird der befestigte und mit einer Mauer umgebene Burgsitz, seit Anfang des 16. Jahrhunderts „Borckuffeln“ genannt, mit den Herren von Uffeln in Verbindung gebracht.
Im  Grebensteiner Salbuch von 1554 heißt es unter „Dorf burg Uofeln“ „hat Arndt von Uoffelen die Kemenade und Burgseß daselbst“. Der straßenseitige Hausriegel, aus einem gemauerten Erdgeschoss mit aufgesetztem Fachwerk bestehend und insgesamt neun straßenseitige Gauben aufweisend, kann wohl der mittelalterlichen Burg zugeordnet werden.
Im 10. Jahrhundert wurde in der Kemenate die St.-Margareta-Kirche im gotischen Stil als kleine Pfeilerbasilika errichtet.
Den Uffelschen Burgbesitz treten diese Mitte des 18. Jahrhunderts an den späteren hessischen Landgrafen Friedrich II. ab, der danach auch die kleine gotische Pfeilerbasilika so geschickt umbauen lässt, dass die vor der Reformation der Hlg. Margareta geweihte Kirche ihre wesentlichen Formen des mittelalterlichen gotischen Gotteshauses erhalten hat. Der Burgsitz wird in ein bewirtschaftetes Gut (Staatsdomäne) umgewandelt.

## Heutige Nutzung

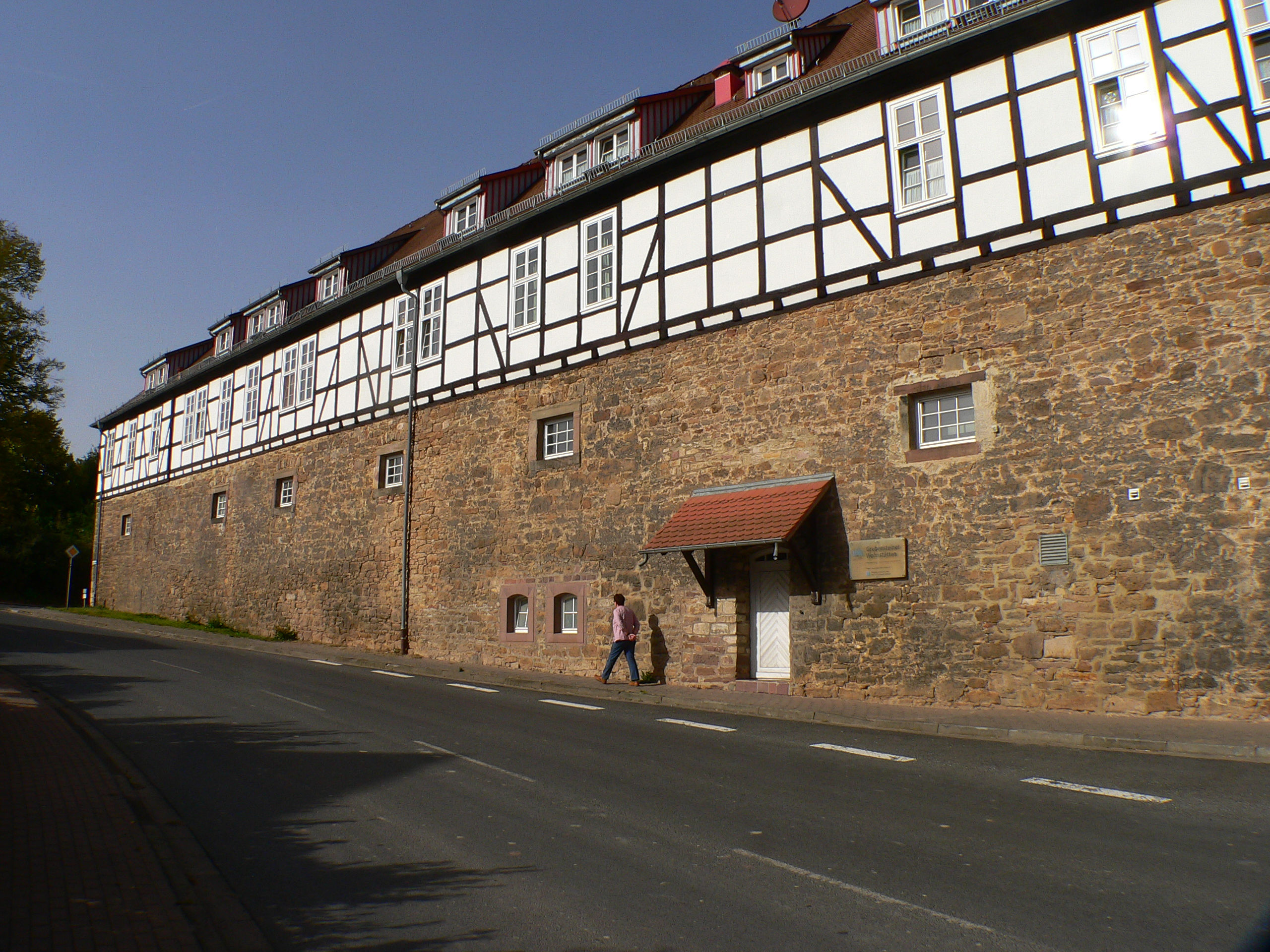
Straßenseite mit Wohneinheiten

Das Domänengebäude wurde 2000 mit behindertengerechten Wohnungen ausgebaut. Die ehemalige Domäne mit der Kirche ist heute ein hessisches Kulturdenkmal.